# Listă de grupuri umoristice din România
Aceasta este o listă de grupuri umoristice din România:
- Arșinel și Stela Popescu
- Brigada BUM (Brigada de Umor "Mecanică") - a Facultății de Mecanică din Cluj, a activat în perioada 1979 - 1996.[1]
- Divertis
- Nae Lăzărescu și Vasile Muraru
- Romică Țociu și Cornel Palade
- Stroe și Vasilache
- Toma Caragiu și Anda Călugăreanu
- Nicu Constantin si Alexandru Lulescu
- Vacanța Mare, format în 1988 de Dan Sava, Mugur Mihăescu, Radu Pietreanu, Felix Sava și Dan Ștefănescu.
- Vouă

## Sitcom
- Trăsniții

## Vezi și
- Liste de formații muzicale